# فرانشيسكو أنتونوكسي
فرانشيسكو «فرانكو» أنتونوكسي (بالفرنسية: Francesco Antonucci)‏ هو لاعب كرة قدم بلجيكي من مواليد 20 يونيو 1999 في مدينة شارلوروا في بلجيكا، يلعب لصالح نادي الشحانية القطري في مركز خط وسط الهجومي، قادما إليه مطلع عام 2017 من نادي أياكس أمستردام الهولندي بصفقة بلغت 2,13 مليون يورو.